# Harry Nyirenda
Harry Nyirenda (Blantyre, 25 agosto 1990) è un ex calciatore malawiano, di ruolo difensore.